# Thalictrum tsawarungense
Thalictrum tsawarungense är en ranunkelväxtart som beskrevs av Wen Tsai Wang och S. H. Wang. Thalictrum tsawarungense ingår i släktet rutor, och familjen ranunkelväxter. Inga underarter finns listade i Catalogue of Life.